# Erica Dawson
Erica Dawson (24 de julho de 1994) é uma velejadora neozelandesa.

## Carreira
Nos Jogos Olímpicos de Verão de 2024, Dawson conquistou a medalha de bronze na classe Nacra 17, ao lado de Micah Wilkinson, totalizando 63 pontos ao decorrer das treze regatas em disputa.